# Mahaloha
Singles de Yuna Itō
I'm Here
(2007) Urban Mermaid
(2007)
Mahaloha est le 8e single de Yuna Itō sorti sous le label Studioseven Recordings le 27 juin 2007 au Japonet son premier single en collaboration. Elle collabore avec Micro du groupe Def tech. Il atteint la 5e place du classement de l'Oricon. Il se vend à 19 754 exemplaires la première semaine, et reste classé pendant 8 semaines, pour un total de 43 233 exemplaires vendus.
Mahaloha est la combinaison de 2 mots Hawaïens, Mahalo qui veut dire Merci; et Aloha qui veut dire Amour. La chanson est un hommage aux chanteurs d'origines.
Le clip a été tourné sur l'île d'Oahu à Hawaï, du 19 au 21 mai. Il a été dirigé par Ugichin au centre de Honolulu.
Mahaloha se trouve sur l'album Wish et sur la compilation Love.

## Liste des titres
| 1. | Mahaloha                                              | Yuna Itō, Micro | Yuna Itō, Micro, Ryohei Shimoyama | 4:05 |
| 2. | Shining On                                            | Noguchi Kei     | Momota, URU                       | 4:08 |
| 3. | Stuck on You -Reggae Disco Rockers Kiss & Tell Remix- |                 | Reggae Disco Rockers              | 5:00 |
| 4. | Mahaloha (Instrumental)                               | Yuna Itō, Micro | Yuna Itō, Micro, Ryohei Shimoyama | 4:03 |

## Interprétations à la télévision
- Hey!Hey!Hey! (11 juin 2007) avec Micro
- Music Station (22 juin 2007) avec Micro